# محمد ضيف الله الهباهبة
الرائد محمد ضيف الله الهباهبه (1919 - 1966) ضابط أردني وقائد سرية في كتيبة صلاح الدين الأيوبي التابعة للواء حطين ومن أبناء مدينة الشوبك الأردنية. جرح في معركة السموع وأسر. إلا أن إسرائيل أعادته شهيدا بحجة أن إسعافاتهم لم تنقذه.

## مشاركته في المعارك
قاد قوة إلى السموع عن طريق قرية الظاهرية بالتزامن مع قوة قادها العقيد بهجت المحيسن عن طريق مدينة يطا بهدف الوصول إلى السموع ومحاصرة القوة الإسرائيلية المهاجمة. أشتبكت سرية محمد ضيف الله الهباهبة مع الإسرائليين وجها لوجه في قتال شرس أدى إلى إصابته بجراح ووقوعه أسيرا. أعادوه بعد عدة أيام شهيدًا.